# 아딜 아크타르
아딜 아크타르(Adeel Akhtar, 1980년 9월 18일 ~ )는 잉글랜드의 배우이다.

## 출연 작품

### 영화
- 에놀라 홈즈 (2020년) - 레스트레이드 경위 역
- 에놀라 홈즈 2 (2022년) - 레스트레이드 경위 역
- 머더 미스터리 2 (2023년) - 마하라자 역